# Ха Те Йон
Ха Те Йон (нар. 27 березня 1976, Тегу) — південнокорейський борець греко-римського стилю, срібний призер чемпіонату світу, чемпіон та срібний призер чемпіонатів Азії, чемпіон Східноазійських ігор, учасник Олімпійських ігор.

## Життєпис
Боротьбою почав займатися з 1985 року.
Виступав за спортивний клуб «Samsung Insurance», Сеул. Тренер — Че Вон Ан.

## Спортивні результати на міжнародних змаганнях

### Виступи на Олімпіадах
| Змагання                    | Збірна         | Вагова категорія                 | Місце |
| --------------------------- | -------------- | -------------------------------- | ----- |
| Літні Олімпійські ігри 1996 | Південна Корея | греко-римська боротьба, до 52 кг | 7     |

### Виступи на Чемпіонатах світу
| Змагання                        | Збірна         | Вагова категорія                 | Місце  |
| ------------------------------- | -------------- | -------------------------------- | ------ |
| Чемпіонат світу з боротьби 1997 | Південна Корея | греко-римська боротьба, до 54 кг | 6      |
| Чемпіонат світу з боротьби 1999 | Південна Корея | греко-римська боротьба, до 54 кг | Срібло |
| Чемпіонат світу з боротьби 2001 | Південна Корея | греко-римська боротьба, до 54 кг | 16     |
| Чемпіонат світу з боротьби 2002 | Південна Корея | греко-римська боротьба, до 55 кг | 23     |

### Виступи на Чемпіонатах Азії
| Змагання                       | Збірна         | Вагова категорія                 | Місце  |
| ------------------------------ | -------------- | -------------------------------- | ------ |
| Чемпіонат Азії з боротьби 1996 | Південна Корея | греко-римська боротьба, до 52 кг | Срібло |
| Чемпіонат Азії з боротьби 2000 | Південна Корея | греко-римська боротьба, до 54 кг | Золото |

### Виступи на Кубках світу
| Змагання                    | Збірна         | Вагова категорія                 | Місце |
| --------------------------- | -------------- | -------------------------------- | ----- |
| Кубок світу з боротьби 1996 | Південна Корея | греко-римська боротьба, до 52 кг | 4     |

### Виступи на інших змаганнях
| Змагання                 | Збірна         | Вагова категорія                 | Місце  |
| ------------------------ | -------------- | -------------------------------- | ------ |
| Східноазійські ігри 1997 | Південна Корея | греко-римська боротьба, до 54 кг | Золото |